# Chlorure de bis(triphénylphosphine)iminium
Le chlorure de bis(triphénylphosphine)iminium (PPNCl) est un composé chimique de formule [(C6H5)3P)2N]+Cl−, souvent écrite [(Ph3P)2N]+Cl−. Ce sel incolore est une source de cations PPN+, un phosphazène utilisé pour isoler des anions réactifs.
On synthétise le PPNCl en deux étapes à partir de la triphénylphosphine :
Ph3P + Cl2 → Ph3PCl2.
Ce dichlorure de triphénylphosphine est structurellement apparenté au pentachlorure de phosphore PCl5. Le traitement de ce composé par l'hydroxylamine NH2OH en présence de triphénylphosphine aboutit à remplacer les liaisons P–Cl par des liaisons P=N :
2 Ph3PCl2 + NH2OH·HCl + Ph3P → [(Ph3P)2N]Cl + 4 HCl + Ph3PO.
Dans les sels de PPN+, les liaisons P–N sont équivalentes, d'une longueur de 158 pm.

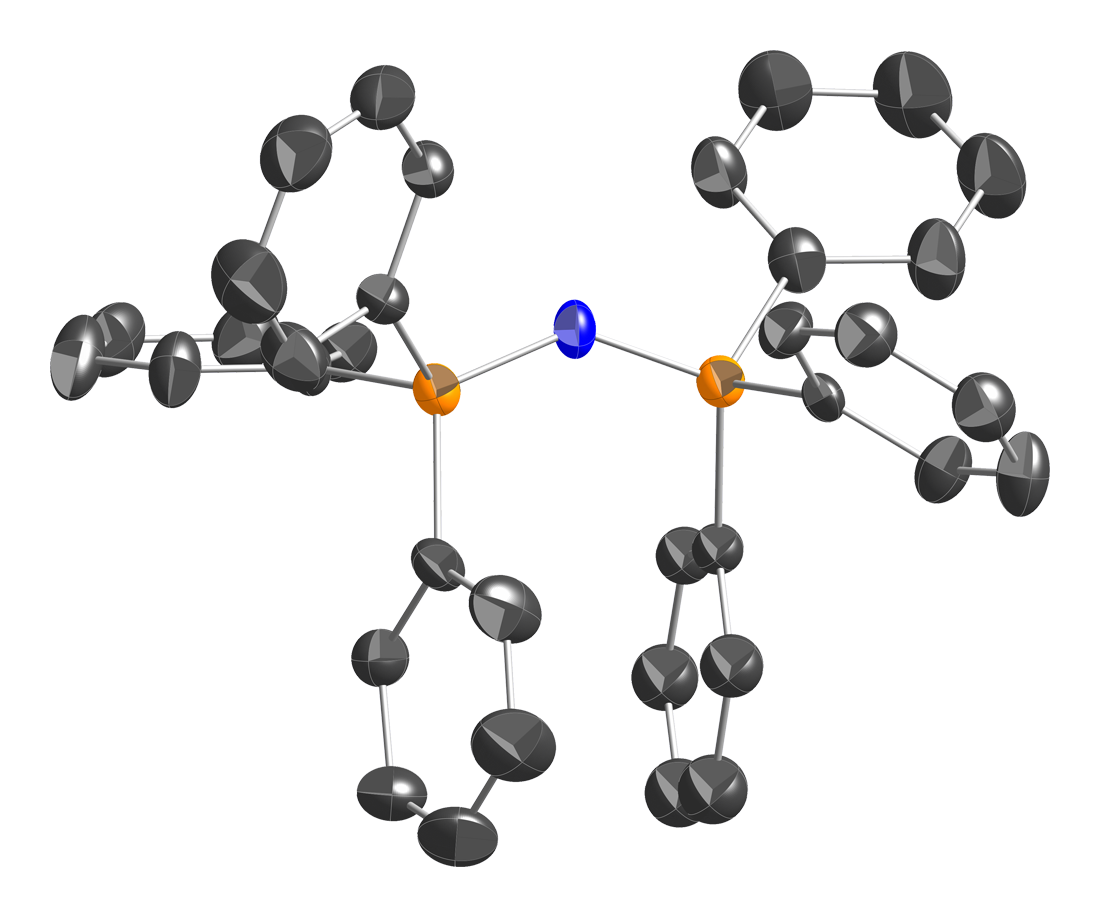
Géométrie du chlorure de bis(triphénylphosphine)iminium.